# نروال، پاکستان
نروال (به انگلیسی: Narwal) یک منطقهٔ مسکونی در پاکستان است که در ناحیه پونچ واقع شده‌است.